# هجوم حصن إسماعيل
الهجوم على حصن إسماعيل هو حصار وانقضاض قام به الجيش الإمبراطوري الروسي عام 1790 بقيادة ألكسندر سوفوروف على حصن إسماعيل التابع للإمبراطورية العثمانية، خلال الحرب الروسية العثمانية (1787-1792).